# Кобэм, Эрик
Э́рик Ко́бэм (англ. Eric Cobham) — пират родом из Англии. Действовал вместе со своей женой Марией Линдсей в период примерно между 1740—1760 годами. Базировались в Ньюфаундленде и грабили суда в Заливе Святого Лаврентия. Их пиратская деятельность оставалась незамеченной, потому что они утопили почти все разграбленные корабли, убивая при этом весь экипаж. После перебрались во Францию, где Эрик был назначен на должность магистрата. Жена Эрика была известна своей жестокостью и садизмом, сошла с ума. Точно не известно — покончила ли она жизнь самоубийством или была убита мужем.

## О вымысле
Профессор программы исторических исследований Олаф Янсен из «Memorial University of Newfoundland» в одной из своих лекций сказал, что верит в то, что кто-то в 20-м веке выдумал историю о Кобэме, возможно в целях туризма, на что получил возражение от Дугласа Фоулоу, бывшего президента колледжа Северной Атлантики, где в честь Кобэма была названа столовая, заявив о наличии записей во Франции о жизни Кобэма и Линдси, но сам лично он их не проверял.